# Clube dos Feuillants

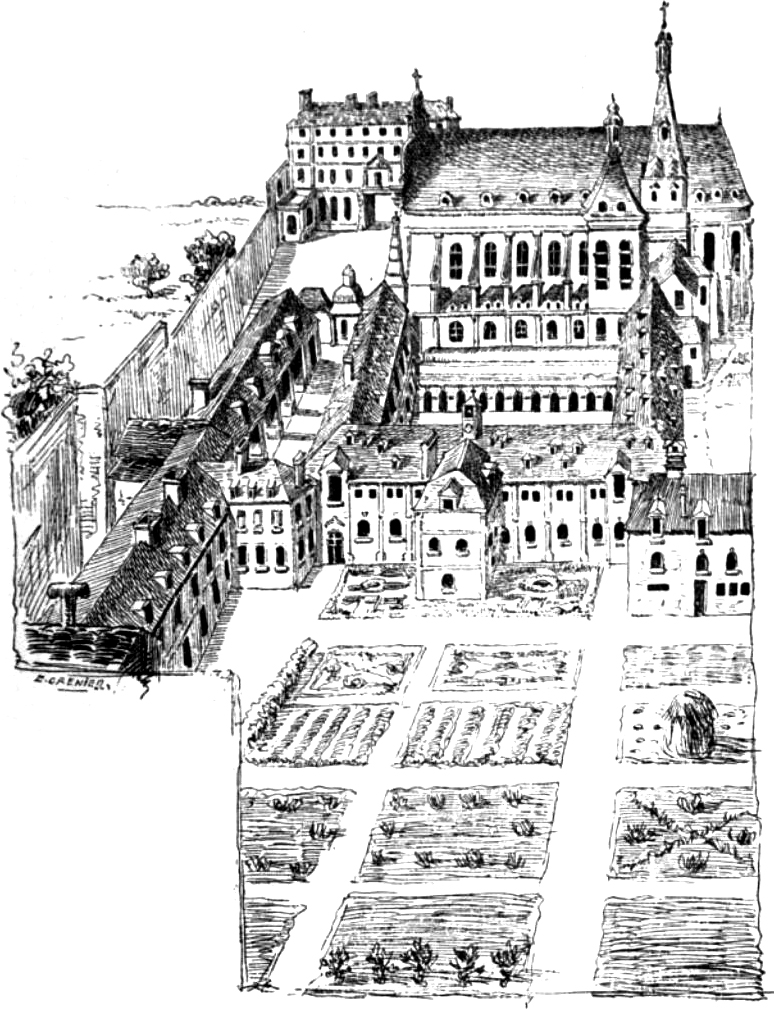
O Convento dos Feuillants em Paris.

Os grupo dos Amigos da Constituição (em francês:  Amis de la Constitution), mais conhecido como o Clube dos Feuillants (em francês:  Club des Feuillants), foi grupo político de tendência monarquista constitucional que se opunha à destituição do Rei Luís XVI. Foi fundado em 16 de julho de 1791, em meio à Revolução Francesa.

## História
Nascido das consequências que se seguiram, dentro da Assembléia Nacional, à fuga e prisão de Luís XVI em Varennes, em 22 de Junho de 1791, o grupo começou como um comitê secreto no final de Junho de 1791 e ganhou visibilidade a partir de Julho, notadamente com a publicação de brochuras e artigos de jornal tendo como tema a inviolabilidade do rei.
O Clube dos Feuillants nasceu da cisão da parcela aristocrática, dentro do Clube dos Jacobinos, à qual juntaram-se os membros do Clube de 1789, muitos constitucionais, moderados e aristocratas disfarçados. Esta cisão foi motivada porque parte dos jacobinos ficou assustada com as propostas revolucionárias e pelos discursos violentos de seus oradores, que pediam a destituição do rei. Abandonando bruscamente o Clube, transportaram-se para o Convento dos Feuillants, de quem tomaram o nome.
Destinado a contrabalançar a influência cada vez maior dos Republicanos, o Clube dos Feuillants revelou personalidades como Antoine Barnave, Charles e Théodore de Lameth e também Bertrand Barère de Vieuzac, que assegurou para si a presidência do clube.
O acesso às sessões do Clube dos Feuillants era reservada aos "cidadãos ativos", ou seja, a todo o contribuinte pagador de impostos diretos. Isso fez com que circulassem mil rumores desfavoráveis sobre o assunto, de tal forma que as intrigas desta confraria passavam aos olhares do povo como a fonte principal de todas as suas calamidades e perigos. Mais tarde, esperando fazer frente às calúnias, o clube abriu suas portas e mostrou-se abertamente, mas tal tentativa não foi feliz : quando as reuniões dos Feuillants tornaram-se públicas, o povo compareceu em massa e tornou impossíveis as discussões devido ao tumulto que provocava e que tornou-se tal que a Assembléia Nacional ordenou aos Feuillants que se tranferissem para outro local, já que o Convento dos Feuillants ficava ao lado da Sala do Manege, local onde se reunia a Assembléia. A partir deste momento, suas tribunas ficaram desertas e sua influência foi decrescendo.
Suas primeiras sessões ocorreram no Palais Royal, depois dentro do antigo Convento dos Feuillants, situado na Rua Saint-Honoré, próximo ao Palácio das Tulherias, que deu origem a seu nome. Separando-se dos Jacobinos, os separatistas, que puderam conseguir as listas das sociedades correspondentes, serviram-se delas para anunciar sua fundação às sociedades dos departamentos e entrar rapidamente num relacionamento com elas.

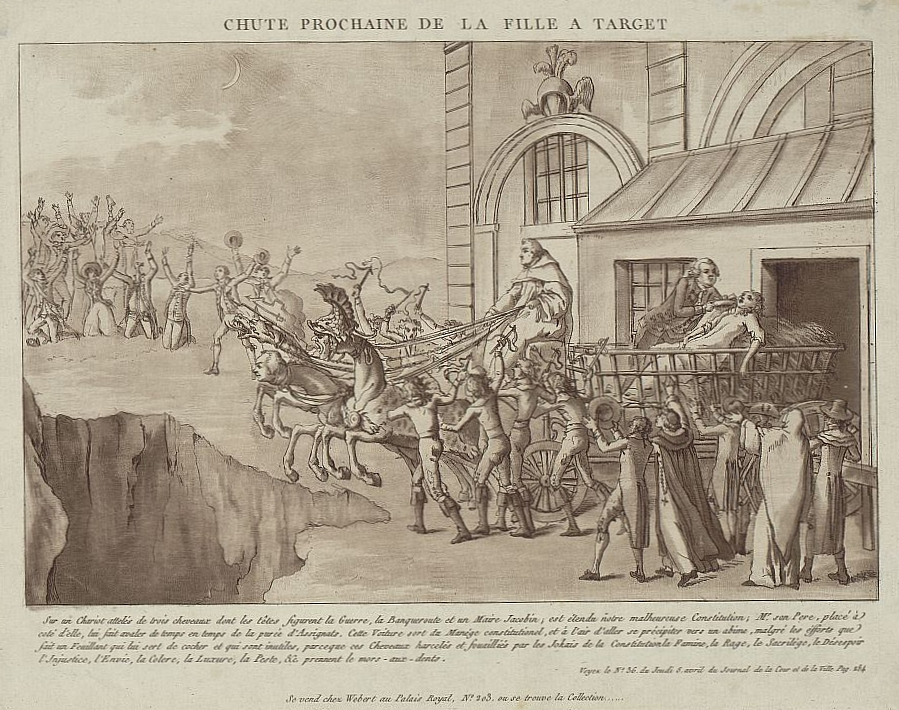
Caricatura : um cocheiro "feuillant" tentando impedir que o veículo que sai do Sala do Manege se precipite no abismo.

Para reagir contra esta divisão, Robespierre, o Abade Grégoire e Rœderer apressam-se em enviar para a Assembléia Nacional um documento, redigido com muita habilidade e dignidade, no qual expõem seu programa, protestando seu respeito pela representação nacional, sua fidelidade à Constituição e sua devoção sem limites à Patria e à Liberdade : "Eis, dizem eles ao final do documento, a divisa sagrada que deve aliar a nós todos os bons cidadãos". Este documento, unanimemente adotado em 18 de Julho, foi enviado a todos os deputados, a todas as sociedades, às 48 secções revolucionárias e aos 60 batalhões da Guarda Nacional. Robespierre fez ainda com que se decidisse que os Jacobinos conservariam seu título de "Amigos da Constituição", mirando ao mesmo tempo as sociedades de Jacobinos dentro dos departamentos, engajando-as a examinar e refletir bastante, antes de tomar partido a favor ou contra os separatistas.
Os Feuillants agrupavam monarquistas, favoráveis a uma monarquia constitucional e à Constituição de 1791, sob a direção de Antoine Barnave. Entre eles, Bailly, Duport, La Fayette, Lameth, Bertrand Barère, o abade Sieyès, Ramond de Carbonnières, o Conde de Vaublanc, Lacépède, Journu-Auber, Maret de Bassano, o pastor Paul-Henri Marron, Beugnot, Dumas, Pastoret, Le Chapelier e François Alexandre Frédéric de La Rochefoucauld-Liancourt.
Em março do mesmo ano, os Girondinos haviam excluído os ministros Feuillants em represália a sua oposição à guerra contra a Áustria. Na Jornada de 10 de agosto de 1792, data da prisão do Rei Luís XVI, são presos 841 Feuillants para serem julgados por traição. No dia 21 de Setembro de 1792, a abolição da monarquia é anunciada pela Convenção Nacional. Os "Feuillants" são então definitivamente varridos do jogo político. Em 29 de Novembro de 1793, seu chefe Barnave sobre ao cadafalso. A Assembléia Nacional Legislativa não possuia nenhum representante do movimento realista. Durante o Terror, a mera filiação anterior a este movimento era motivo de perseguição.
Por seus adversários terem dado o nome de "Clube Monárquico" aos "Feuillants", este nome sobreviveu por alguns meses após sua dissolução como um insulto, sinônimo de moderado, realista e aristocata.